# والدو ويليامز
والدو (غورونوي) ويليامز (بالإنجليزية: Waldo Williams)‏ (30 سبتمبر 1904 – 20 مايو 1971)، كان أحد أبرز شعراء اللغة الويلزية في القرن العشرين. اعتُبر ويليامز أحد دعاة السلامية المسيحية البارزين، وأحد النشطاء المناهضين للحرب، بالإضافة إلى كونه قوميًا ويلزيًا.

## حياته
وُلد والدو في بلدة هافرفوردويست، بيمبروكشاير. كان الابن الثالث لجون إدوال ويليامز (1863-1934)، الذي كان مدير مدرسة بريندرغاست الابتدائية في هافرفوردويست، وزوجته أنغارد ويليامز (1875-1932). تحدّث والده باللغتين الويلزية والإنجليزية، لكن والدته لم تتحدث سوى بالإنجليزية، وأيضًا والدو لم يتحدّث سوى بالإنجليزية في سنواته المبكرة.
عُيّن والده مديرًا لمدرسة ابتدائية في قرية الدير الأسود في مقاطعة بيمبروكشاير خلال عام 1911، حيث تعلّم والدو التحدّث باللغة الويلزية. انتقل والده مجدّدًا في عام 1915، وتسلّم منصب مدير مدرسة برينكوين الابتدائية في قرية لانديسيليو في مقاطعة بيمبروكشاير. نشأ والدو بصفته معمدانيًا، إذ عُمّد باعتباره عضوًا في كنيسة بلاينكونين المعمدانية في عام 1921عندما كان في السادسة عشرة من عمره.
التحق والدو بمدرسة ثانوية في بلدة ناربيرث في مقاطعة بيمبروكشاير، ثمّ درس في كلية ويلز الجامعية في أبيريستويث؛ حيث تخرّج في قسم اللغة الإنجليزية في عام 1926. تدرّب والدو بصفته مدرّسًا، ثم عمل في مدارس مختلفة في مقاطعة بيمبروكشاير، وبقية أنحاء ويلز، وإنجلترا، بما في ذلك مدرسة كيمبولتون في حي هنتينغدونشير. درّس والدو فصولًا ليلية من تنظيم قسم الدراسات المشتركة بين الجامعات في كلية ويلز الجامعية في أبيريستويث.
كان والدو ويليامز خلال عشرينيات القرن التاسع عشر وثلاثينياته أحد أصدقاء ويلي جينكنز المقرّبين وداعميه، إذ كان جينكيز أحد المنظّمين الرائدين لحزب العمل المستقل (آي إل بّي)، وحزب العمال في مقاطعة بيمبروكشاير. كان ويلي جينكنز أحد دعاة السلام الذين سُجنوا لمعارضتهم الخدمة العسكرية خلال الحرب العالمية الأولى، وكان مرشّح حزب العمال في دائرة بيمبروكشاير الانتخابية في أربع دورات انتخابية بين عامي 1922 و1935. كتب والدو ويليامز قصيدته الشهيرة «كوفيو» (التذكّر) في عام 1931 خلال زيارته مزرعة ويلي جينكنز في هوبلاس، ضمن قرية روسكروثير، بالقرب من بيمبروك.
تزوّج ويليامز ليندا لويلين في عام 1941، لكنّها تُوفّيت في عام 1943، ما سبب شعوره بالألم والكرب الشديد، إذ لم يفكر بالزواج مرة أخرى بعد وفاتها. وصف والدو سنتي الزواج القصيرتين برفقة ليندا بعبارة «سنواتي العظيمة».
كان والدو داعيًا للسلام ومعارضًا للخدمة العسكرية خلال الحرب العالمية الثانية، ما أسفر عن إقالته من منصبه مديرًا مدرسيًا. رفض والدو دفع ضريبة دخل بسبب مناصرته السلام خلال الحرب الكورية (1950-1953)، إذ احتجّ ضد الحرب والتجنيد العسكري الإلزامي. استمر والدو في احتجاجه هذا حتى إنهاء الخدمة العسكرية الإلزامية في عام 1963، عندما أُطلق سراح جميع الرجال المجندين إجباريًا. صادر مأمورو التنفيذ ممتلكات والدو وسُجن مرتين خلال أوائل ستينيات القرن العشرين، وذلك بعد رفضه دفع ضريبة الدخل.
انضم والدو إلى جمعية الأصدقاء الدينية في ميلفورد هافن خلال خمسينيات القرن الماضي.
نشرت دار جومر برس للنشر مجلّده الشعري دايل برين (أوراق الشجرة) في عام 1956. اعتُبر هذا العمل أحد أهم الأعمال الشعرية المكتوبة باللغة الويلزية منذ عام 1945.
تأثّر والدو بصديقه دي. جاي. ويليامز خلال خمسينيات القرن الماضي، ما أسفر عن دعمه حزب بلايد كيمرو وترشيح نفسه للانتخابات البرلمانية عن هذا الحزب في دائرة بيمبروكشاير الانتخابية خلال الانتخابات العامة لعام 1959، وفاز والدو حينها بنسبة 4.32% (2,253) من الأصوات.
درّس والدو اللغة الويلزية للأطفال الذين تتراوح أعمارهم بين 10 و11 عامًا في مدرسة هولي نيم الكاثوليكية، في بلدة فيشغارد، مقاطعة بيمبروكشاير، خلال أواخر ستينيات القرن الماضي. قيل إنه كان معلّمًا مبهرًا وشغوفًا ومتحمسًا، فقد استخدم قطعًا خشبيًا رُسمت عليها صور ظلّية لحيوانات المزرعة من جهة، وأسماؤها باللغة الويلزية من الجهة الأخرى.[بحاجة لمصدر]
تُوفّي والدو في عام 1971 في مستشفى سانت توماس، هافرفوردويست، ودُفن في مقبرة كنيسة بلاينكونين في لانديسيليو.

## روابط خارجية
- والدو ويليامز على موقع ميوزك برينز (الإنجليزية)